# Cable Francés

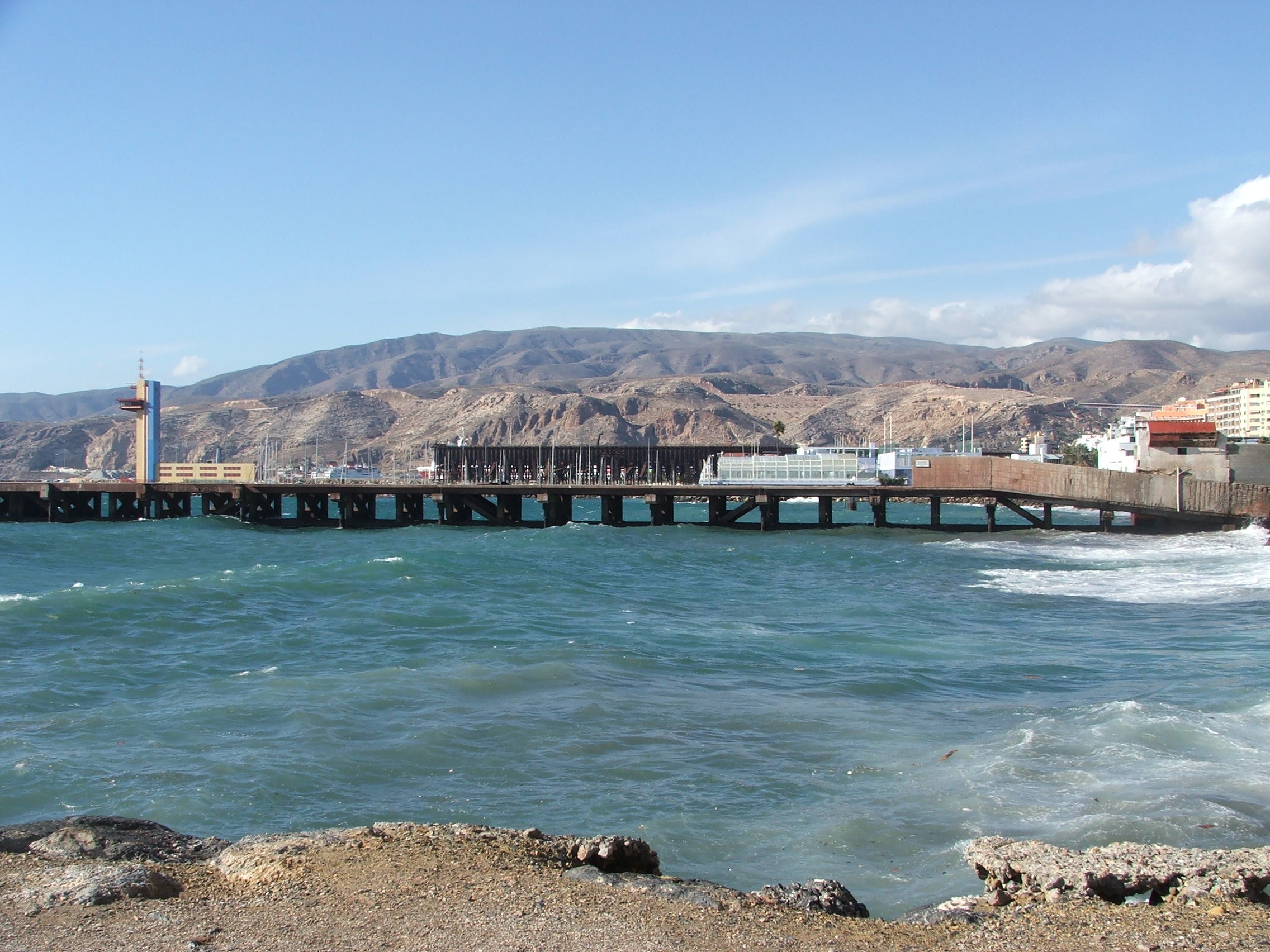
Vordergrund Cable Francés, dahinter Cable Inglés

Cable Francés ist eine Landungsbrücke (spanisch: cargadero de mineral) in der Hafenstadt Almería in der autonomen Region Andalusien im Süden Spaniens.

## Geschichte
Die Seebrücke mit einer Länge von 380 Metern wurde auf Beton-Pfählen 1920 an der Playa San Miguel erbaut um Schiffe mit größerem Tiefgang mit Eisenerz und Stahlprodukte beladen zu können. Es war die zweite Schiffsverladestation nach der 1904 zum Teil aus Holz und Stahl erbauten 650 Meter langen Landungsbrücke Cable Inglés im Hafengebiet von Almería. Zuvor wurden die Frachter mit Hilfe von Pendelbooten be- und entladen. Die Seebrücken waren durch die Bahnstrecke Linares-Baeza–Almería verbunden. In den 1970er Jahren wurde der Frachtverladebetrieb eingestellt.
Am 17. Dezember 1984 wurden die Landungsbrücken per Gesetz der Consejería de Cultura als historisches Bauwerk erklärt (La Declaración de Monumento Histórico Artístico).

## Zwischenfall
Am 31. Juli 2007 kollidierte eine Fähre mit 188 Personen an Bord beim Einlaufen in den Hafen von Almería mit der Seebrücke Cable Francés.